# Alucita seychellensis
Alucita seychellensis là một loài bướm đêm thuộc họ Alucitidae. Loài này có ở Seychelles.